# Georgia Engel
Georgia Engel (Washington D. C., 28 de julio de 1948-Princeton, Nueva Jersey; 12 de abril de 2019) fue una actriz estadounidense, más conocida por su papel de Georgette Franklin Baxter en la sitcom The Mary Tyler Moore Show desde 1972 hasta 1977 y como Pat MacDougall en Everybody Loves Raymond desde 2003 hasta 2005. Durante su carrera, Engel recibió cinco nominaciones a los Primetime Emmy. 

## Biografía
Engel nació en Washington D. C., hija de Ruth Caroline (de soltera Hendron) y Benjamin Franklin Engel, quien fue almirante de la Guardia Costera. Engel asistió al Kodiak Island Borough School District, Walter Johnson High School y Academy of the Washington Ballet, de la que se graduó. Obtuvo su título universitario en la Universidad de Hawái en Mānoa.
Engel pertenecía a la Ciencia cristiana. Falleció el 12 de abril de 2019 en Princeton, Nueva Jersey a los setenta años. Su amigo John Quilty le dijo a The New York Times que se desconocía la causa, ya que Engel, que era una científica cristiana, no consultaba a los médicos debido a sus creencias religiosas. Fue sepultada en el Cementerio de Cape Charles en Virginia.

## Filmografía

### Cine
| Año  | Película                                        | Rol                  | Notas                                                        |
| ---- | ----------------------------------------------- | -------------------- | ------------------------------------------------------------ |
| 1971 | Taking Off                                      | Margot               | Nominada — BAFTA Award for Best Actress in a Supporting Role |
| 1972 | The Outside Man                                 | Sra. Joan Barnes     |                                                              |
| 1978 | A Love Affair: The Eleanor and Lou Gehrig Story | Claire Ruth          | película para televisión                                     |
| 1980 | The Day the Women Got Even                      | Kathy Scott          | película para televisión                                     |
| 1983 | The Magic of Herself the Elf                    | Willow Song          | Voz especial de televisión                                   |
| 1985 | Papa Was a Preacher                             | 'Mama' Porter        |                                                              |
| 1985 | The Care Bears Movie                            | Love-a-Lot Bear      | Voz                                                          |
| 1989 | Signs of Life                                   | Betty                |                                                              |
| 2001 | Dr. Dolittle 2                                  | Giraffe              | Voz                                                          |
| 2002 | La cosa más dulce                               | Vera                 |                                                              |
| 2006 | Open Season                                     | Bobbie               | Voz                                                          |
| 2006 | Boog and Elliot's Midnight Bun Run              | Bobbie               | Voz cortometraje                                             |
| 2007 | Nunsensations                                   | Sra. Marie Eugene    | Video                                                        |
| 2007 | The Beast                                       | Doris                | película para televisión                                     |
| 2008 | Open Season 2                                   | Bobbie               | Voz                                                          |
| 2010 | Open Season 3                                   | Bobbie               | Voz                                                          |
| 2013 | Grown Ups 2                                     | Mrs. Jayne Lamonsoff |                                                              |
| 2016 | The Family Lamp                                 | Marsha               | película para televisión                                     |
| 2017 | Groomzilla                                      | Abuela Gigi          | película para televisión                                     |

### Televisión
| Año       | Título                    | Rol                       | Notas |
| --------- | ------------------------- | ------------------------- | --- |
| 1972–77   | The Mary Tyler Moore Show | Georgette Franklin Baxter | 56 episodios Nominada — Primetime Emmy Award for Outstanding Supporting Actress in a Comedy Series (1976–77)                                                       |
| 1974      | Rhoda                     | Georgette Franklin        | Episodio: Rhoda's Wedding (Part 1 & 2) |
| 1975      | Dinah!                    | Ella misma                | 1 episodio |
| 1975      | The Mike Douglas Show     | Ella misma                | 3 episodios |
| 1975-1976 | Tony Orlando and Dawn     | Ella misma                | 3 episodios |
| 1977      | The Jackson 5             | Ella misma                | 1 episodio |
| 1977–78   | The Betty White Show      | Mitzi Maloney             | 14 episodios |
| 1977–82   | The Love Boat             | Cleo Bagby                | 4 episodios |
| 1978–83   | La isla de la fantasía    | Brenda Rappaport          | 5 episodios |
| 1979      | Mork & Mindy              | Ambrosia Malspar          | 2 episodios |
| 1980      | The Associates            | Wendy Turner              | Episodio: "A Date with Johnny" |
| 1980      | Goodtime Girls            | Loretta Smoot             | 13 episodios |
| 1983–84   | Jennifer Slept Here       | Susan Elliot              | 13 episodios |
| 1991–97   | Coach                     | Shirley Burleigh          | 17 episodios |
| 1992      | Hi Honey, I'm Home!       | Georgette Franklin Baxter | Episodio: Elaine Takes a Wife |
| 1998      | Hercules                  | Evelyn                    | 2 episodios |
| 2003–05   | Everybody Loves Raymond   | Pat MacDougall            | 13 episodios Prism Award for Best Performance in a Comedy Series (2006) Nominada — Primetime Emmy Award for Outstanding Guest Actress in a Comedy Series (2003–05) |
| 2006      | The View                  | Ella misma                | 1 episodio |
| 2007      | Passions                  | Esmeralda                 | 4 episodeios |
| 2008      | The Oprah Winfrey Show    | Ella misma                | 1 episodio |
| 2008      | Entertainment Tonight     | Ella misma                | 1 episodio |
| 2011      | Neighbours                | Cassie Wilson             | 2 episodios |
| 2012      | The Office                | Irene                     | 3 episodios |
| 2012      | Dos hombres y medio       | Jean                      | 2 episodios |
| 2012–15   | Hot in Cleveland          | Mamie Sue Johnson         | 18 episodios |
| 2018      | One Day at a Time         | Hermana Barbara           | Episodio: "Homecoming" |